# Челик, Осман
Осман Челик (тур. Osman Çelik; 27 ноября 1991 года, Анталья) — турецкий футболист, играющий на позиции полузащитника. Ныне выступает за турецкий клуб «ББ Эрзурумспор».

## Клубная карьера
Родившийся в турецком городе Анталья Осман Челик — воспитанник футбольного клуба «Антальяспор». В августе 2011 года он стал игроком клуба Третьей лиги из Антальи «Кепез Беледиеспор». Летом 2012 года Челик перешёл в другую команду Третьей лиги, также из Антальи, «Манавгатспор», за который он отыграл следующие два года.
6 декабря 2014 года Осман Челик дебютировал в турецкой Первой лиге, выйдя на замену в составе «Антальяспора» в конце домашнего матча с «Аланьяспором». 23 августа 2015 года он дебютировал в турецкой Суперлиге, выйдя в основном составе в домашнем поединке против «Генчлербирлиги».
С конца августа 2015 года Осман Челик на правах аренды выступает за турецкий «Карабюкспор».